# Arhopala grandiosa
Arhopala grandiosa är en fjärilsart som beskrevs av Hans Fruhstorfer 1914. Arhopala grandiosa ingår i släktet Arhopala och familjen juvelvingar. Inga underarter finns listade i Catalogue of Life.